# Veliki orijent Mađarske
Veliki orijent Mađarske (mađa. Magyarországi Nagyoriens) je liberalna i adogmatska te mješovita slobodnozidarska velika loža u Mađarskoj.
Općenito se smatra nasljednikom Velikog orijenta Ugarske.

## Povijest
U lipnju 1950. godine komunistička Mađarska je zabranila rad Velikoj simboličkoj loži Ugarske a sva njihova imovina je zaplijenjena. Već nekoliko godina kasnije, 1956., Velika loža Francuske je osnovala Ložu "Martinović".
Nakon demokratskih promjena koje su uslijedile padom komunizma 1989. godine stvoreni su uvjeti za obnovu slobodnog zidarstva u Mađarskoj. Velika loža Francuske je u ožujku 1990. godine u Segedinu osnovala Ložu "Universum". Početkom 1990-ih, osnovane su lože u Budimpešti, i to Loža "Oszkar Jaszi", Loža "Humanitas" (1991.) te Loža "Leonardo da Vinci" (1992.). Ove četiri lože u 21. ožujka 1991. godine uspostavile Veliki orijent Mađarske.
Godine 1995. u Târgu Mureș osonvana je Loža "Gabor Bethlen". U veljači 1998. godine u Budimpešti osnovana je Loža "Franjo II. Rakoci" koja radi na francuskom jeziku.
Godine 2006. u Pečuhu je osnovana Loža "Zsolnay". Iste godine je pod okrilje Velikog orijenta Mađarske prešla Loža "Martinović", koja je do tada radila pod Velikom ložom Francuske.
U ožujku 2007. godine ugašene su dvije lože, "Ujedinjenje" i "Velikodušnost". 
Veliki orijent je na konvenciji 2022. godine odlučio promijeniti svoju unutarnju organizaciju, koja predviđa savez tri vrste loža: muške lože, mješovite lože i ženske lože. Tako da od studenog 2022. i žene mogu biti članice ovog velikog orijenta.
Godine 2023. osnovane su dvije lože, Loža "György Bernády" u Târgu Mureșu kao i Loža "Solidarnost".

## Ustroj
Sjedište Velikog orijenta Mađarske je u Budimpešti.

### Lože
Pod okriljem Velikog orijenta Mađarske djeluje devet loža, od kojih njih pet radi u Budimpešti, a u susjednoj Rumunjskoj rade tri lože, dvije u Târgu Mureș i jedna u Oradei.
- Loža "Oszkar Jaszi" (Jászi Oszkár páholy), Budimpešta[6] – nosi naziv po znanstveniku i političaru Oszkaru Jasziju.
- Loža "Martinović" (Martinovics páholy), Budimpešta[7] – nosi naziv po hrvatskom filozofu i masonu Ignjatu Martinoviću, kao i po loži utemeljenoj 1908. godine; osnovana je kao loža br. 755 pod okriljem Velike lože Francuske.
- Loža "Humanitas" (Humanitas páholy), Budimpešta
- Loža "Leonardo da Vinci" (Leonardo da Vinci páholy), Budimpešta – nosi naziv po talijanskom polihistoru Leonardu da Vinciju.
- Loža "Franjo II. Rakoci" (II. Rákóczi Ferenc páholy), Budimpešta – nosi naziv po feudalcu Franji II. Rakociju i radi na francuskom jeziku.
- Loža "Gabor Bethlen" (Bethlen Gábor páholy), Târgu Mureș[8] – nosi naziv po kralju Gaboru Bethlenu, kao i po loži utemeljenoj 1905. godine.
- Loža "György Bernády" (Bernády György páholy), Târgu Mureș – nosi naziv po političaru Györgyju Bernádyju.
- Loža "Solidarnost" (Szolidaritás páholy)[a] – nosi naziv po solidarnosti.
- Loža "Kralj Ladislav" (László Király páholy), Oradea – nosi naziv po kralju Ladislavu I. iz dinastije Arpadovića, kao i po oradeanskoj loži utemeljenoj 1876. godine.

U okviru ovog velikog orijenta radile su:
- Loža "Universum" (Universum páholy), Segedin – nosila naziv po latinskoj riječi za svemir.
- Loža "Bratstvo" (Testvériség páholy), Šopron
- Loža "Zsolnay" (Zsolnay páholy), Pečuh – nosila naziv po industrijalcu Vilmosu Zsolnayju.
- Loža "Ujedinjenje" (Egyesüléshez páholy), Budimpešta
- Loža "Velikodušnost" (Zsolnay páholy)[a]

### Uprava
Velikim orijentom Mađarske upravlja veliki majstor (mađa. nagymester) koji se bira na trogodišnje razdoblje. Dosadašnji veliki majstori su:
1. Péter Nacsády (1991.)
2. Oszkár Papp (1991. – 1994.)
3. István Horváth (1994. – 1997.)
4. Iván Horváth (1997. – 2000.)
5. András Nacsády (2000. – 2003.)
6. Márk Báti (2003. – 2005.)
7. András Veres (2005. – 2007.)[11]
8. András Dávid (2007. – 2010.)
9. András Révay (2010. – 2013.)
10. András Veres (2013. – ?)

- László Réti (oko 2024.)[12]

### Međunarodna suradnja
Veliki orijent Mađarske je član međunarodnog saveza Adogmatska udruga srednje i istočne Europe (AACEE). Također, bio je i u članstvu Alijanse masone Europe.
Također, ovaj veliki orijent potpisao je povelje o prijateljstvu i međusobnom priznavanju s drugim velikim ložama, među kojima su i: Veliki orijent Francuske, Velika loža Francuske, Veliki orijent Belgije, Velika loža Belgije, Velika nacionalna loža Hrvatske (2016.) i dr.

### Obredi
Veliki orijent Mađarske upravlja simboličkim stupnjevima plave lože (učenik, pomoćnik i majstor) i delegira upravljanje visokim stupnjevima na dodatna tijela i redove. Obredi koji se rade u plavoj loži su:
- Drevni i prihvaćeni škotski obred
- Francuski obred

## Pridružena tijela i redovi
Upravljanje visokim masonskim stupnjevima Veliki orijent Mađarske provodi kroz pridružena tijela i redove od kojih svaki predstavlja jedan obred a na temelju potpisanih konkordata.